# Рауш, Ирма Яковлевна
И́рма Я́ковлевна Ра́уш-Тарковская (Ирина Тарковская); род. 21 апреля 1938, Саратов) — советский кинорежиссёр, актриса, в настоящее время — детская писательница. Первая жена кинорежиссёра Андрея Тарковского.

## Биография
Родилась 21 апреля 1938 года в Саратове в семье поволжских немцев.
В 1954 году поступила во ВГИК на режиссёрский курс Михаила Ромма, где познакомилась с Андреем Тарковским, который учился в той же творческой мастерской.
В апреле 1957 года, по завершении учебы, Ирма и Андрей поженились, в браке в 1962 году родился сын — Арсений Тарковский. В июне 1970 года развелись.
Как актриса Ирма Тарковская (Рауш)  снималась в фильмах Андрея Тарковского «Иваново детство» и «Андрей Рублёв» (за исполнение роли немой дурочки стала единственной отечественной актрисой, удостоенной премии Французской киноакадемии).
С 1970 года — режиссёр-постановщик, сценарист фильмов для детей, киносказок, более 20 лет проработала на Киностудии имени М. Горького.
В 1990-х годах Ирма Рауш-Тарковская, как и многие другие деятели российского кино, была вынуждена уйти из профессии, но осталась верной искусству для детей: стала писать сказки. Книга «Мальчик и домовой», ставшая победителем конкурса на лучшую книгу для семейного чтения, была издана в 2008 году Московским детским фондом при поддержке Комитета общественных связей города Москвы.
В июле 2013 года Ирма Рауш-Тарковская с согласия сына Арсения передала в дар будущему музею «Дом Тарковских» в Москве архив материалов, связанных с годами творческого становления и первыми произведениями Андрея Тарковского. Экспонаты должны были составить основу музейной экспозиции.
Важным событием, происшедшим в последние годы, для Ирмы Яковлевны стало рождение внуков — Андрея Арсеньевича и Евгения Арсеньевича Тарковских.

## Фильмография

### Режиссер-постановщик
- 1961 — Девочка и солнечный зайчик (документальный)
- 1969 — Женя (новелла в киноальманахе «Как стать мужчиной»), производство киностудии им. М. Горького;
- 1974 — Пусть он останется с нами, производство киностудии им. М. Горького;
- 1975 — Крестьянский сын, производство киностудии им. М. Горького;
- 1979 — Неожиданный финал (короткометражный), производство киностудии им. М. Горького;
- 1981 — Сказка, рассказанная ночью  (фильм снят по циклу произведений Вильгельма Гауфа «Харчевня в Шпессарте»), производство киностудии им. М. Горького;
- 1983 — Незнайка с нашего двора (музыкальный детский телефильм Одесской киностудии по заказу Центрального телевидения), режиссёр-постановщик в титрах указана под псевдонимом — Ирина Яковлева;
- 1984 — Беде навстречу (игровой сюжет в рамках документального фильма); производство Свердловской киностудии;
- 1986 — Степная эскадрилья (широкоформатный), производство киностудии им. М. Горького.

### Актриса
- 1962 — Иваново детство — мать Ивана
- 1966 — Андрей Рублёв — дурочка
- 1967 — Доктор Вера — Вера Трешникова

## Награды
- «Хрустальная звезда» / «Étoile de Cristal», премия Французской киноакадемии за роль немой дурочки в фильме «Андрей Рублёв» (номинация «Лучшая зарубежная актриса» 1970 года).
- «Золотая медаль» XIX кинофестиваля неореалистических фильмов в Авеллино (удостоена как режиссёр-постановщик в 1978 году).
- «Золотой диплом» XXIX Международного кинофорума «Золотой Витязь — 2020» за вклад в кинематограф.